# 尼可拉斯·尤利阿特
尼可拉斯·尤利阿特（西班牙語：Nicolás Uriarte，1990年3月21日—）是一名阿根廷排球運動員，效力於波蘭排球俱樂部PGE Skra Bełchatów，代表阿根廷國家排球隊參賽，並代表阿根廷參加2012年倫敦奧運男子排球比賽，該年並未獲得獎牌，也參加2014年世錦賽。